# PZ Cassiopeiae
PZ Cassiopeiae é uma estrela supergigante vermelha localizada na constelação de Cassiopéia. É uma das maiores estrelas conhecidas com 1,190 - 1,940 vezes o diâmetro do Sol. Assim como outras supergigantes é extremamente brilhante. Com uma distância da Terra estimada em 17800 anos-luz (2,4 kiloparsecs).